# みなみじゅうじ座ガンマ星
みなみじゅうじ座γ星は、みなみじゅうじ座の恒星で2等星。

## 概要
γ星Aは赤色巨星で、十字を構成する4つの星の中で唯一の赤い星である（ほかの3つの星…α星、β星、δ星は、全て青白色の星である）。

## 名称
学名はγ Crucis（略称はγ Cru）。呼称ガクルックス (Gacrux) の由来は学名Gamma Crucisを略して読んだものであるが、2016年7月20日に国際天文学連合の恒星の命名に関するワーキンググループ (Working Group on Star Names, WGSN) は、Gacrux をみなみじゅうじ座γ星の固有名として正式に承認した。